# Grumman F2F
Il Grumman F2F era un aereo da caccia biplano imbarcato realizzato dall'azienda statunitense Grumman nei primi anni trenta ed impiegato nei reparti aerei della United States Navy, la marina militare statunitense.
Sostituì nei reparti di volo i precedenti FF e gli ultimi Boeing F4B ancora in servizio, rimanendo operativo fino a poco prima dell'entrata statunitense nella Seconda guerra mondiale.

## Cellula
Il Grumman F2F era un velivolo dalla struttura interamente metallica: la fusoliera era realizzata in lega leggera e solamente le ali e le superfici di controllo in coda erano rivestite in tela. Il motore era saldato su di una struttura tubolare in acciaio, imbullonata alla fusoliera.
L'ampia fusoliera, di sezione ovoidale, nella parte anteriore ospitava i piani alari e nella parte centrale (subito dopo il bordo d'uscita dell'ala superiore) l'abitacolo monoposto, chiuso con una cappottatura scorrevole all'indietro. Nella zona posteriore la fusoliera si restringeva repentinamente verso la coda terminando con gli impennaggi di tipo classico; gli stabilizzatori, nella faccia superiore, erano collegati alla fusoliera da un'asta di controvento.
Le ali, disposte nella parte anteriore della fusoliera erano caratterizzate da dimensioni tra loro diverse, più ampia la superiore, erano tra loro sfalsate (la superiore era posizionata più in avanti) e collegate da un singolo montante a forma di "N" rovesciata, integrato da una serie di cavetti d'acciaio. Gli alettoni erano disposti solamente sul piano alare superiore.
Il carrello d'atterraggio era di tipo triciclo posteriore, con gli elementi anteriori (tra loro indipendenti e dotati di singola ruota) che si ritraevano in appositi alloggiamenti circolari ricavati nella sezione anteriore della fusoliera. Al posteriore erano presenti il ruotino d'appoggio retrattile ed il gancio d'arresto che durante il volo era contenuto in un apposito alloggiamento posizionato al di sotto del piano di coda verticale.

## Motori
L'F2F venne equipaggiato con un motore Pratt & Whitney R-1535-72 Twin Wasp Junior: si trattava di un motore radiale a 14 cilindri disposti su doppia stella e raffreddati ad aria che in quella versione era in grado di erogare una potenza pari a 700 hp (522 kW), chiamato ad azionare un'elica bipala metallica Hamilton Standard, a passo variabile.

## Sistemi d'arma
Nelle due versioni realizzate l'armamento in dotazione dell'F2F rimase il medesimo: si trattava di una coppia di mitragliatrici Browning M1919 calibro 0.308 in (7,62 mm), posizionate in caccia sulla parte superiore della fusoliera davanti all'abitacolo del pilota, entrambe sparanti, grazie all'abbinamento con un sincronizzatore, attraverso il disco dell'elica.

## Versioni
F2F-1

F2F-2

## Utilizzatori
Stati Uniti
- United States Navy

### Periodici
- (EN) Richard Dann, Grumman Biplane Fighters, in In Action, Aircraft Number 160, Carrollton, TX - USA, Squadron/Signal Publications, 1996, ISBN 978-0-89747-353-8.